# Saxifraga sect. Aretiaria
Saxifraga sec. Aretiaria es una sección del género Saxifraga. Contiene las siguientes especies:

## Especies
- Saxifraga eschscholtzii
- Saxifraga hemisphaerica
- Saxifraga zhidoensis